# Liste des médaillés olympiques en skeleton
Cet article présente la liste des médaillés aux Jeux olympiques en skeleton.

## Compétition masculine
| Édition                                | Or                                 | Argent                             | Bronze                             |
| Saint-Moritz 1928                      | Jennison Heaton (USA)              | John Heaton (USA)                  | David Carnegie (GBR)               |
| De 1932 à 1936                         | Non inscrit au programme olympique | Non inscrit au programme olympique | Non inscrit au programme olympique |
| Saint-Moritz 1948                      | Nino Bibbia (ITA)                  | John Heaton (USA)                  | John Crammond (GBR)                |
| De 1952 à 1998                         | Non inscrit au programme olympique | Non inscrit au programme olympique | Non inscrit au programme olympique |
| Salt Lake City 2002                    | Jimmy Shea (USA)                   | Martin Rettl (AUT)                 | Gregor Stähli (SUI)                |
| Turin 2006                             | Duff Gibson (CAN)                  | Jeff Pain (CAN)                    | Gregor Stähli (SUI)                |
| Vancouver 2010                         | Jon Montgomery (CAN)               | Martins Dukurs (LAT)               | Aleksandr Tretyakov (RUS)          |
| Sotchi 2014 (Résultats détaillés)      | Aleksandr Tretyakov (RUS)          | Martins Dukurs (LAT)               | Matthew Antoine (USA)              |
| Pyeongchang 2018 (Résultats détaillés) | Yun Sung-bin (KOR)                 | Nikita Tregubov (OAR)              | Dominic Parsons (GBR)              |
| Pékin 2022 (Résultats détaillés)       | Christopher Grotheer (GER)         | Axel Jungk (GER)                   | Yan Wengang (CHN)                  |

## Compétition féminine
| Édition                                | Or                      | Argent                   | Bronze                      |
| Salt Lake City 2002                    | Tristan Gale (USA)      | Lea Ann Parsley (USA)    | Alex Coomber (GBR)          |
| Turin 2006                             | Maya Pedersen (SUI)     | Shelley Rudman (GBR)     | Mellisa Hollingsworth (CAN) |
| Vancouver 2010                         | Amy Williams (GBR)      | Kerstin Szymkowiak (GER) | Anja Huber (GER)            |
| Sotchi 2014 (Résultats détaillés)      | Elizabeth Yarnold (GBR) | Noelle Pikus-Pace (USA)  | Elena Nikitina (RUS)        |
| Pyeongchang 2018 (Résultats détaillés) | Elizabeth Yarnold (GBR) | Jacqueline Lölling (GER) | Laura Deas (GBR)            |
| Pékin 2022 (Résultats détaillés)       | Hannah Neise (GER)      | Jaclyn Narracott (AUS)   | Kimberley Bos (NED)         |